# Abu Iáia Abu Becre ibne Abdalaque
Abu Iáia Abu Becre ibne Abdalaque I, Abde Alhaque I, ou Abde Alaque I (em árabe: أبو يحيى أبو بكر بن عبد الحق; romaniz.: Abu Yahya Abu Bakr ibn ʿAbd al-Ḥaqq; 1207—1258) foi o quarto chefe dos Benamerim (merínidas) e sultão do Império Merínida (no atual Marrocos), de 1244 até 1258. Foi sucedido por seu irmão Abu Iúçufe Iacube (r. 1258–1286).

## Vida
Abu Iáia Abu Becre era filho de Abdalaque I (ca.  1195–1217). Em 1244, aos 37 anos, assumiu o controle dos Benamerim na sequência da morte de seu irmão Abu Marufe Maomé I (r. 1240–1244) combatendo tropas do enfraquecido Califado Almóada perante Fez. Pouco depois de ascender, teve que lidar com a aliança do califa Alboácem Assaíde Almutadide (r. 1242–1248) e do sultão ziânida Iaguemoracém ibne Zaiane (r. 1236–1283), fundador do Reino de Tremecém, que o obrigou a recuar ao leste do atual Marrocos. Essa parceria seria a causa do estado constante de litígio entre merínidas e ziânidas nas décadas que se seguiram. Algum tempo depois, Abu Iáia conquistou Mequinez e ordenou que o sermão orado na mesquita local fosse feito em nome do sultão do Reino Haféssida de Túnis, Abu Zacaria Iáia (r. 1228–1249), que desde 1236/37 havia assumido o título califal de miralmuminim. Seu reconhecimento do sultão de Túnis como califa fazia com que, formalmente, os merínidas fossem rivais políticas dos almóadas daquele ponto em diante. O controle de Mequinez foi efêmero, pois os almóadas eram numericamente superiores e obrigaram Abu Iáia a negociar uma trégua. Assaíde aproveitou a oportunidade para obrigá-lo a ajudar numa campanha contra Iaguemoracém de Tremecém, mas o califa foi morto numa emboscada em 1248 e Abu Iáia eliminou o que restava do exército almóada em Guercife.

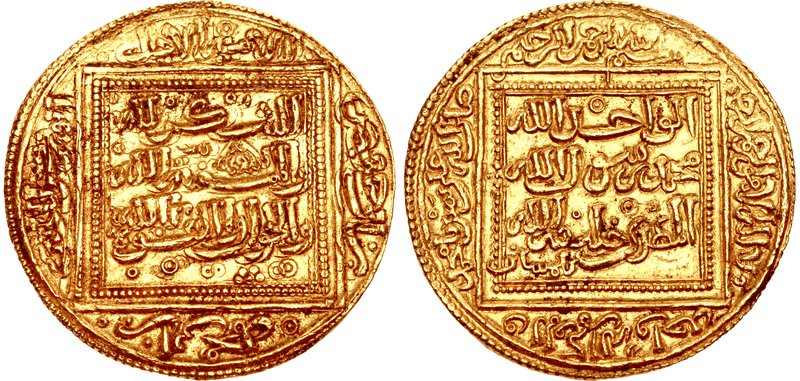
Dinar de Abu Zacaria Iáia r.

Abu Iáia obrigou a rendição de Fez naquele ano e então partiu à conquista de Taza. Pouco depois, Salé e Rabat também caíram e os merínidas alcançaram o oceano. Todos os territórios conquistados foram governados em nome dos haféssidas, enquanto o domínio almóada basicamente se restringiu ao Alto Atlas, Suz, a região de Marraquexe e a área entre esta cidade e o rio Morbeia. Em 1249, Abu Zacaria Iáia morreu e isso pode estar relacionado à revolta pró-almóada que eclodiu em Fez em nome do califa Abu Hafes Omar Almortada (r. 1248–1266) e teve assistência de Iaguemoracém. Abu Iáia agiu contra os insurgentes, que foram brutalmente suprimidos e derrotou os ziânidas. A luta contra os almóadas continuou por muitos anos, e entre 1251 e 1255, ele tomou Tédula, o vale do Drá e Sijilmassa, em Tafilete, um dos principais centros comerciais daquela região, após longo conflito com os ziânidas. Ao falecer de doença em 1258, legou ao seu irmão Abu Iúçufe Iacube (r. 1258–1286) um território economicamente coerente que seria a base às futuras conquistas. Por sua vez, estabeleceu o sistema de concessões territoriais (icta) que caracterizaria a organização administrativa merínida.